# Раковицький цвинтар
Ракови́цький цви́нтар (іноді Раковецький цвинтар) у Кракові (пол. Cmentarz Rakowicki) — один із найстарших, найвідоміших некрополів у Кракові й Польщі загалом, об'єкт культурної спадщини Польщі. Розташований у старій частині Кракова. Місце спочинку численних представників української інтелігенції та близько 300 вояків УГА, які померли у таборі Домб'є.

## Історія
Перше поховання відбулося 1803 року. 
Сьогодні тут можуть бути поховані лише власники родинних гробівців та заслужені люди Кракова. 1981 року було організовано Громадський комітет порятунку Кракова. Комітет щороку організовує заходи з метою порятунку цінних надгробків, гробниць.
Частина надгробків виконані за проєктами знаних архітекторів, зокрема, Теофіля Жебравського, Славомира Одживольського, Фелікса Ксенжарського, відомих скульпторів, зокрема, Вацлава Шимановського, Тадеуша Блотницького, Кароля Гукана.

## Поховані

### Українські поховання
- отець Фавстин Ганниткевич, парох і декан в Межиріччі — біженець з Холмщини (помер 18.04.1893, поховання знаходиться в полі Gb, poludnie; 50.074906, 19.955292);
- Григорій (12.03.1802-03.08.1879) і Йосип (28.08.1830-12.05.1878) Терлікевичі — греко-католицькі капелани Холмської дієцезії, підписані як «Жертви схизматицької Москви». Григорій Терлікевич (1802—1879) народився у с. Груд на Підляшші, закінчив Духовну семінарію в Холмі, арештований та ув'язнений у в'язниці в Седльцях за опір проти розпоряджень російської влади, осуджений на висилку до Сибіру, після пом'якшення вироку змушений до виїзду з родиною до Галичини. Йосип Терлікевич (Terlikiewicz Józef, 1830—1878) народився та мешкав у с. Груд. Студент семінарії в Холмі та головної семінарії в Варшаві. Разом з ним похований його син Станіслав. Поховання знаходиться: поле IIA, західний ряд, місце зліва від Wilczków, 50.074390, 19.952144;
- о. Мар'ян Росинський (1828—1898) — греко-католицький священник, емігрант з Холмщини — поле U;
- Людвик Сембратович — українець, маршал-лейтенант австрійської армії (Sembratowicz Ludwik, близько 1837—1891), поле 4, 50.074825, 19.955004);
- Василь Старосольський — брат Володимира Старосольського, помер 1914 р.;
- Альбін Лев Долинський (Albin Leon Dolinski) — старший комісар будови цісарсько-королівських залізниць, 09.01.1839-5.05.1903 р. (поховання з греко-католицьким хрестом на обеліску з іменем та підписом Вечная память). Разом з ним похована його дружина Юлія Долинська (поле 43, 50.074879°, 19.951948°));
- Родина Черлюнчакевичів — поховання у родинному гробівці. З цієї родини походив о. Йосиф Черлюнчакевич (1829—1911) — настоятель греко-католицької парафії Воздвиження у Кракові;
- Микола Зиблікевич — українець, президент Кракова (50.075032, 19.952618);
- Петро Рогаля Левицький. Інскрипція: отець Петро Рогала Левицький. Почесний крилошанин. Настоятель греко-католицької парафії Святого Норберта в Кракові. 1847-09.01.1914 р. Б. П. (50.073807, 19.950491);
- Олександр Таневський (Тетеря) (1833—1904), підполковник російської армії, керівник відділу в повстанні 1863/4, поле 24, родинний гробівець (50.074144, 19.952204);
- Лев Лаврисевич (1798—1854), греко-католицький священник, професор та ректор Ягеллонського університету, голова Краківського наукового товариства, поле H. (поховання не зберіглося);
- Еміліян Сеневич (бл. 1833—1909) — греко-католицький священник, в'язень і вигнанець з Польського королівства, псаломщик та сповідник при Маріацькому костелі, поле Ra, гробівець ветеранів повстання 1863 р. (50.074022, 19.954845);
- Йосип Василько (1844—1896), архітектор та інженер, керівник будови головного залізничного вокзалу в Кракові, поле VII. (50.074491, 19.952101);
- Поховання капелана цісарсько-королівського війська, о. Івана (прізвище збите) — о. Іван Филиповський[4] (народився 1858 — помер 5.07.1913) р. поле V (50.073807, 19.950491);
- Мирон Вахнянин — один із засновників Українського лікарського товариства (1910 р.), викладач медичного факультету таємного Українського Університету у Львові, автора наукових праць в галузі медицини. Поле — Hd, ряд PŁD, поховання ZACH-NAR (50.073903, 19.956049);
- Юлій Коссак — українець за походженням, греко-католик, відомий художник (поле XIIB, ряд płn, місце: po lewej Wędrychowskich, 50.074756, 19.951170);
- отець Іван Борсук (1842—1909) — настоятель греко-католицької парафії Воздвиження Чесного Хреста у Кракові впродовж 25-ти років, почесний крилошанин Перемишльської капітули. Разом з ним поховано жінок: Міхаліну Міхулову — дружину о. Борсука, Юзефу Міхулувну та Олександру Лепку — дружину Богдана Лепкого (1877—1937), 50.074480, 19.953854 — нагробок пошкоджений — впав хрест;
- Микола Чижевський (1890—1954), командир артилерії 3-ї Залізної стрілецької дивізії Армії УНР, лицар ордену Залізного хреста, після війни професор Гірничо-Металургійної академії у Кракові (поле XXXVII, ряд 4, поховання 9, 50.076448, 19.955383);

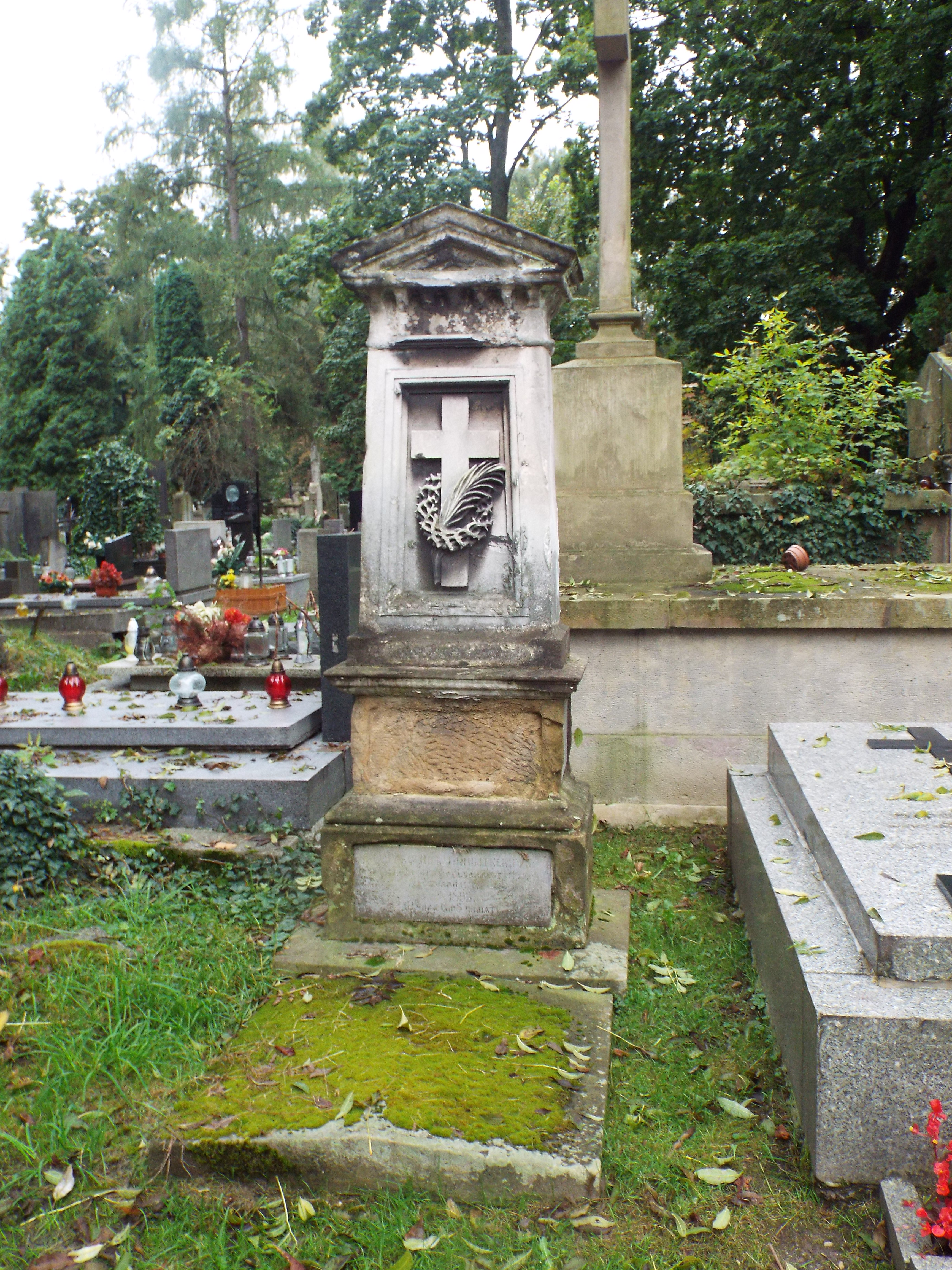
Поховання отця Фавстина Ганниткевича, греко-католицького пароха і декана в Межиріччі. Краків, Раковицький цвинтар. Фото 2021 р.

- Олександр Доценко (1897—1941), генеральний ад'ютант Головного отамана військ УНР Симона Петлюри, історик, публіцист (поле XXXVІІІ, ряд північний, поховання 2,  50.076132°,  19.954807°);
- Микола Дубовицький (1903—1985), хорунжий Армії УНР, пізніше професор Гірничо-Металургійної академії у Кракові (поле XXXV, ряд західний, поховання 2, 50.076268, 19.956279);
- Юрій Корогода (1900—1992), хорунжий Армії УНР, згодом професор вищих рільничих шкіл у Вроцлаві та Любліні, член Польської академії наук (він похований разом зі своєю дружиною Марією Новацькою Корогода (1914—2009): поле: IIA, ряд західний, з права від поховання Zabłockich, 50.074116, 19.951930);
- Іван Руденко (1896—1938), офіцер 5-ї Херсонської дивізії Армії УНР;
- Мартин Волков (1892—1972), старшина Армії УНР, згодом вчитель, священник, депутат Сейму ІІ РП;
- Осип Назарук (01.01.1883 — 29.03.1940), міністр УНР, поле XXXIV, західний ряд, поховання 25, координати поховання: 50.075617, 19.956048;
- Йосип Білевич (09.10.1866 — 15.10.1942) — генерал-хорунжий Армії УНР, лицар Хреста Симона Петлюри (поле LXXV, ряд 13, поховання 11, 50.077159, 19.949941, похований разом з Тетяною Рубою 1913—1963);
- Андріан Марущенко-Богдановський (1897—1941), полковник Армії УНР, інженер-металург, похований разом з Кароліною Богданівською, інженер, інспектор шкіл, померла 31.12.1984 р. у віці 87 років (поле LXXIII, ряд 27, місце 9, 50.076158, 19.953054);
- Дмитро Переверзів (31.01.1868 — 27.10.1928) — полковник, начальник постачання 1-ї Запорізької бригади 1-ї Запорізької дивізії Армії УНР (поле 3, ряд південний, місце 12);
- Олекса Чалий (1896—1929) — козак Армії УНР;
- Новосільський Степан (Новосельський Стефан 1884—1966) — козак Армії УНР, батько Юрія Новосільського;
- Пам'ятник-могила українців, що померли в таборі для полонених у Домб'є, (50.076936, 19.948835);
- Іван Владиславович Слєщинський — доктор математичних наук, член-кореспондент Краківської академії наук.
- Богдан Лепкий Письменник у гробниці свого товариша Ігнатія Шайдзіцького. На надгробку є напис українською мовою «Богдан Лепкий поет» і встановлений у 1972 р. барельєф письменника (скульптор Григорій Пецух); (поле XXXIV, південний ряд, гробниця Szajdzieckich, 50.075486, 19.955883).
- Степан Смаль-Стоцький, (поле XXXIV, ряд — płd, поховання 7, 50.075488, 19.955867);
- Новосільський Юрій (Єжи Новосельський), поле LXIXPASB, ряд, 1, поховання 12 (50.075298, 19.956018);
- Євген Барвінський — український і польський історик, архівіст, бібліограф, юрист, видавець;
- Теодозій Сташко — голова української студентської громади 1934/35 рр. (помер 27.03.1939 р., поле XXXVIII, ряд — płd, поховання 16, 50.075979, 19.954484);
- Степан Томашівський (поле Bb, східний ряд місце з-права від Anna Deji, 50.072964, 19.954140);
- Лев Ґец (1896—1971) — український художник, похований разом з дружиною Анною Ґец, уродженою Меканюк (1912—2001), поле 69а, 4 ряд, правий бік (50.075852, 19.947850);
- Ольга Лясківська (1906—1983, багаторічний діяч УСКТ в Ельблонгу, вчителька української мови, поле LXXIII, ряд 8, поховання 14, похована разом з Владиславом Лясковським, Катериною Лясківською, Леоном Лясківським та Ядвігою Пастушак, 50.076463, 19.952473); поруч з похованням Лясківської знаходиться поховання з греко-католицьким хрестом та підписом «Okulicz Kozaryn»;
- Олег Чижевський — син Миколи Чижевського (1930—1971) видатний фізик та спелеолог, поле PAS 84, ряд 18, поховання 2 (50.076134, 19.955703);

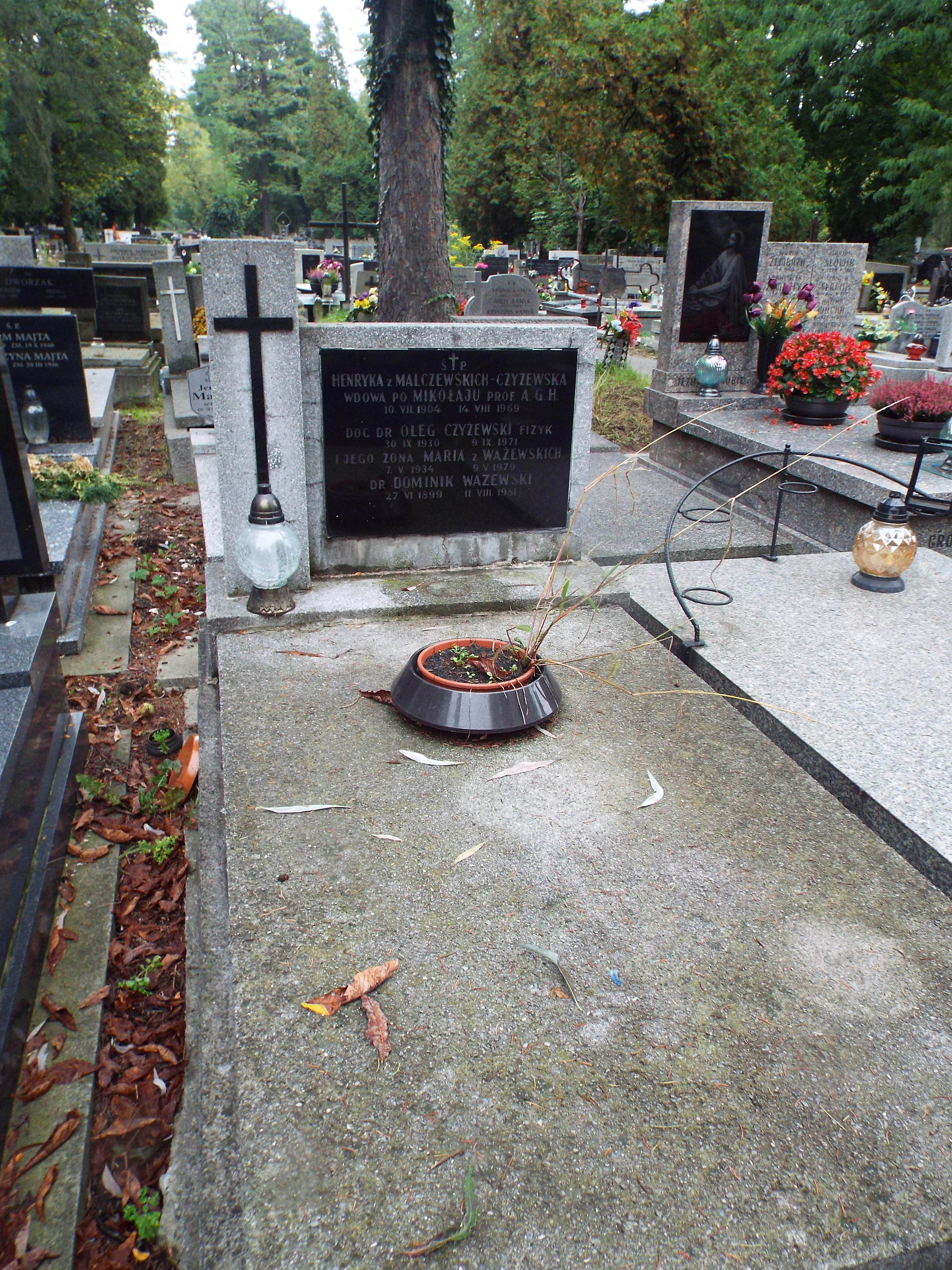
Поховання Олега Чижевського. Фото 2021 р.

- На кладовищі поховано також Гуків (родинний гробівець), Сас Новосільських, Шеперовичів-Медведів, Василя та Франтишку Римарів та ін. українців[5][6].
- Поховання жертв Явожна. У 2019 році Євген Місило ідентифікував розміщення поховань українців-в'язнів концтабору Явожно, які були визнані особливо небезпечними і розстріляні в краківській в'язниці Монтелюпіх. Знайдено могили 49 страчених на Раковицькому цвинтарі та на військовому цвинтарі по вул. ul. Prandoty. Частину решток ексгумовано та перенесено до спільного поховання-крипти в полі ХХІХ (50.074382, 19.947199) з написом «Тим, що пішли» («Pamięci tych, co odeszli»). До сьогодні вціліла могила Романа Дзівіка (Romana Dziwika) та трьох інших в'язнів Явожна розстріляних на Монтелюпіх 6 серпня 1947 р. (кватера LXXV, ряд 11, поховання 16, 50.077219, 19.949978)[5].

### Польські поховання
- Ян Матейко;
- Гелена Унєжиська;
- Юзеф Мегоффер;
- Ядвіга Мегоффер;
- Оскар Кольберг;
- Ян Францішек Адамський;
- Войцех Коссак;
- Януш Куртика;
- Йонаш Штерн;
- Ян Станіславський;
- Марія Боґда;
- Адам Бродзіш;
- Болеслав Павлюс
- Ганна Рудзька-Цибіс;
- Вацлав Шимановський;
- Кароль Пьотрович — директор бібліотеки польської академії уміння у 1901—1940 рр., в'язень у Старобільську (Луганщина) розстріляний по катинському списку в Харкові та, імовірно, похований в П'ятихатках під Харковом (символічне поховання — поле VIII, гробівець Березницьких (50.074703, 19.952362).
- Волинський монумент (50.073117, 19.951133)[5];
- Юліан Токарський.

## Галерея

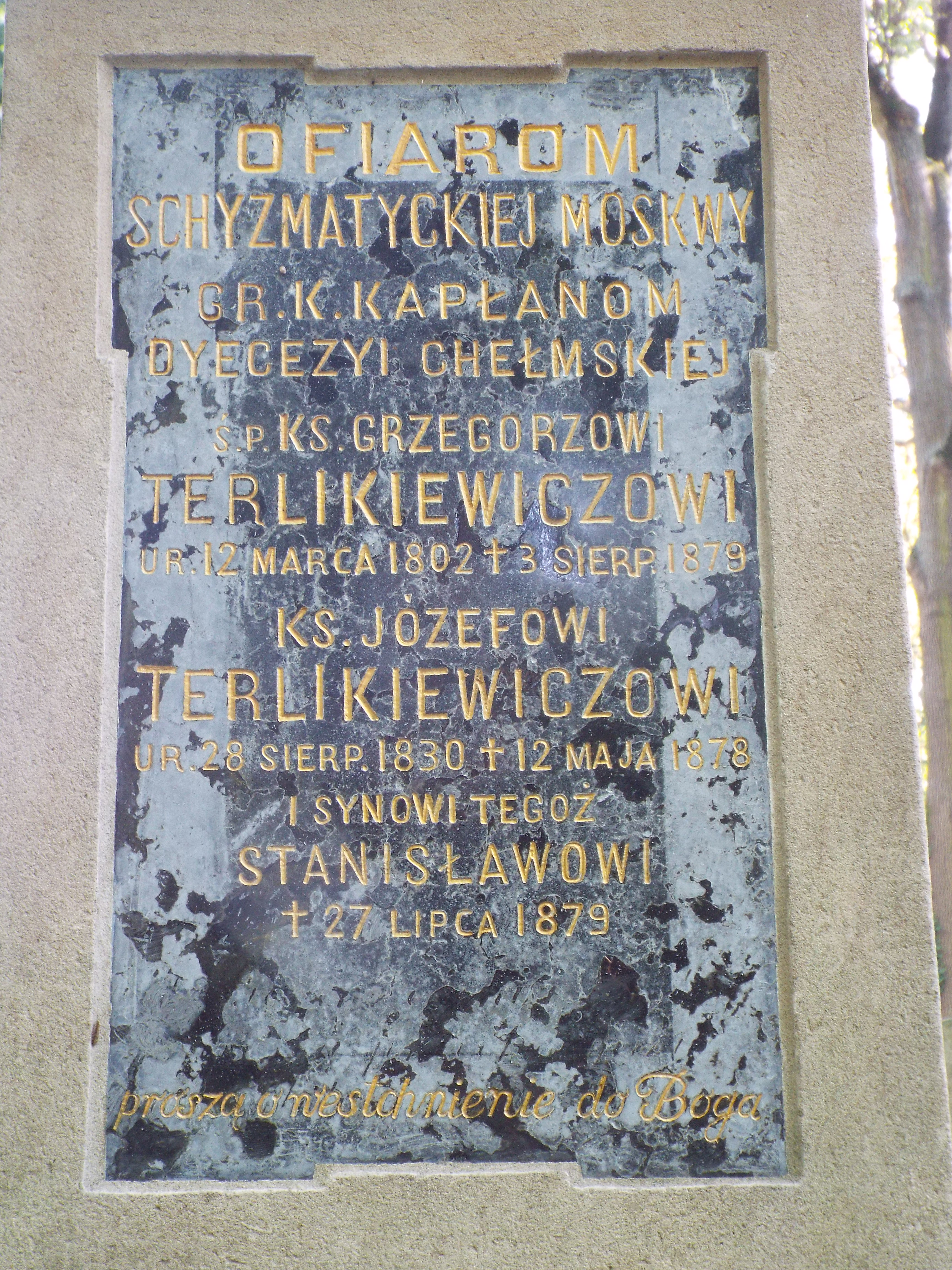
Поховання Григорія та Йосипа Терлікевичів. Фото 2021 р.
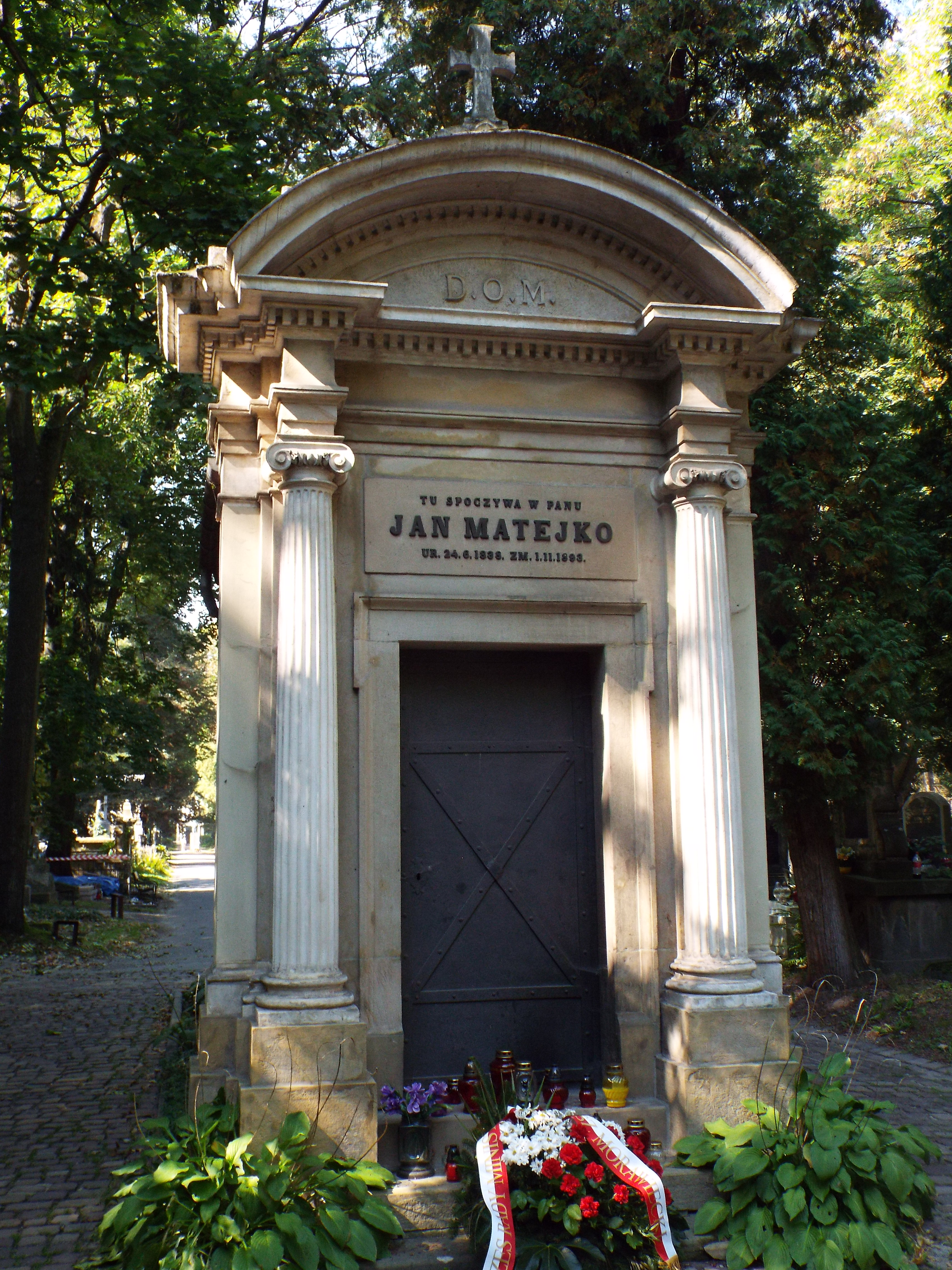
Поховання Яна Матейка. Фото 2021 р.
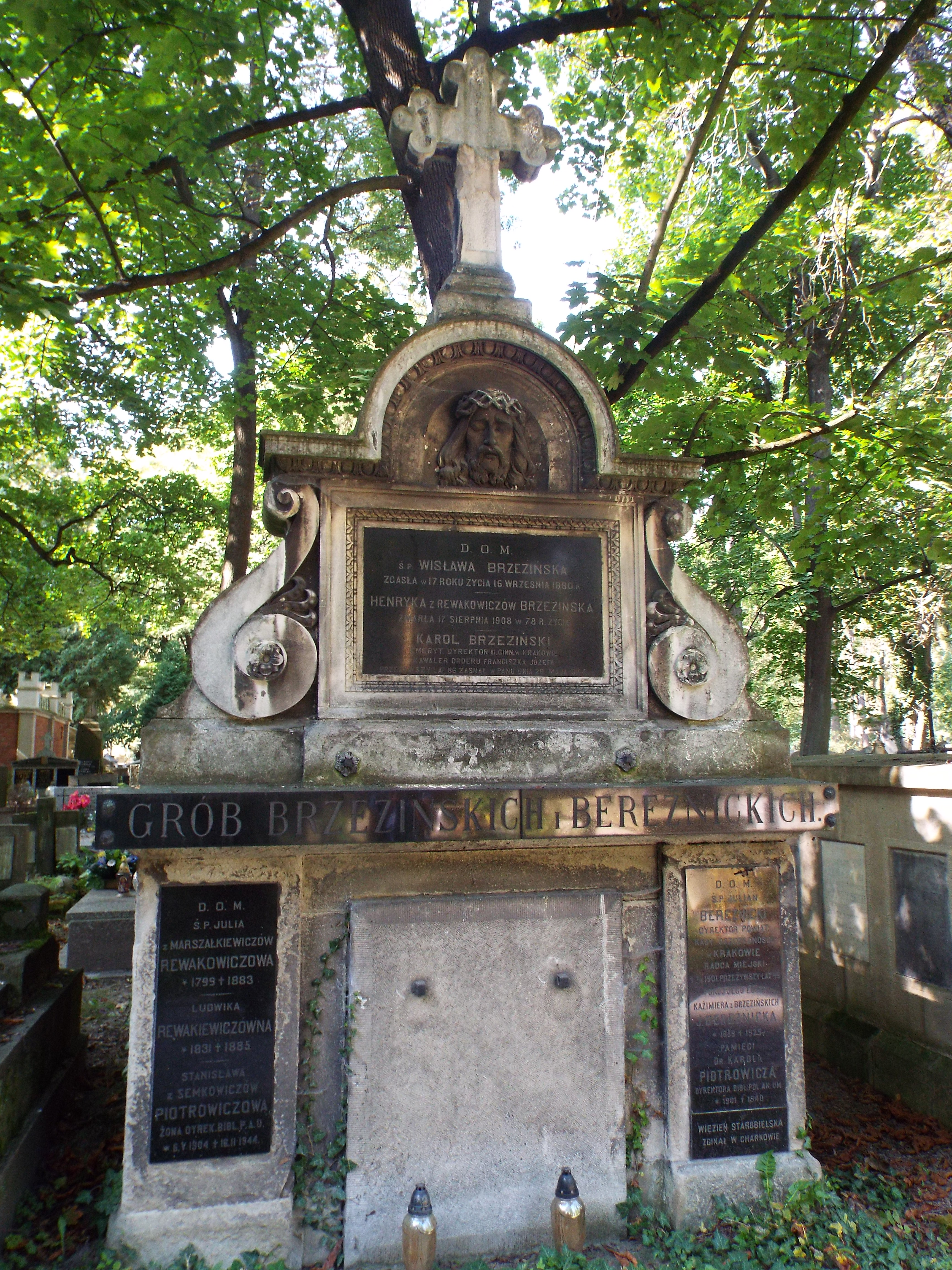
Гробівець Березницьких з символічним похованням Кароля Пьотровича. Фото 2021 р.
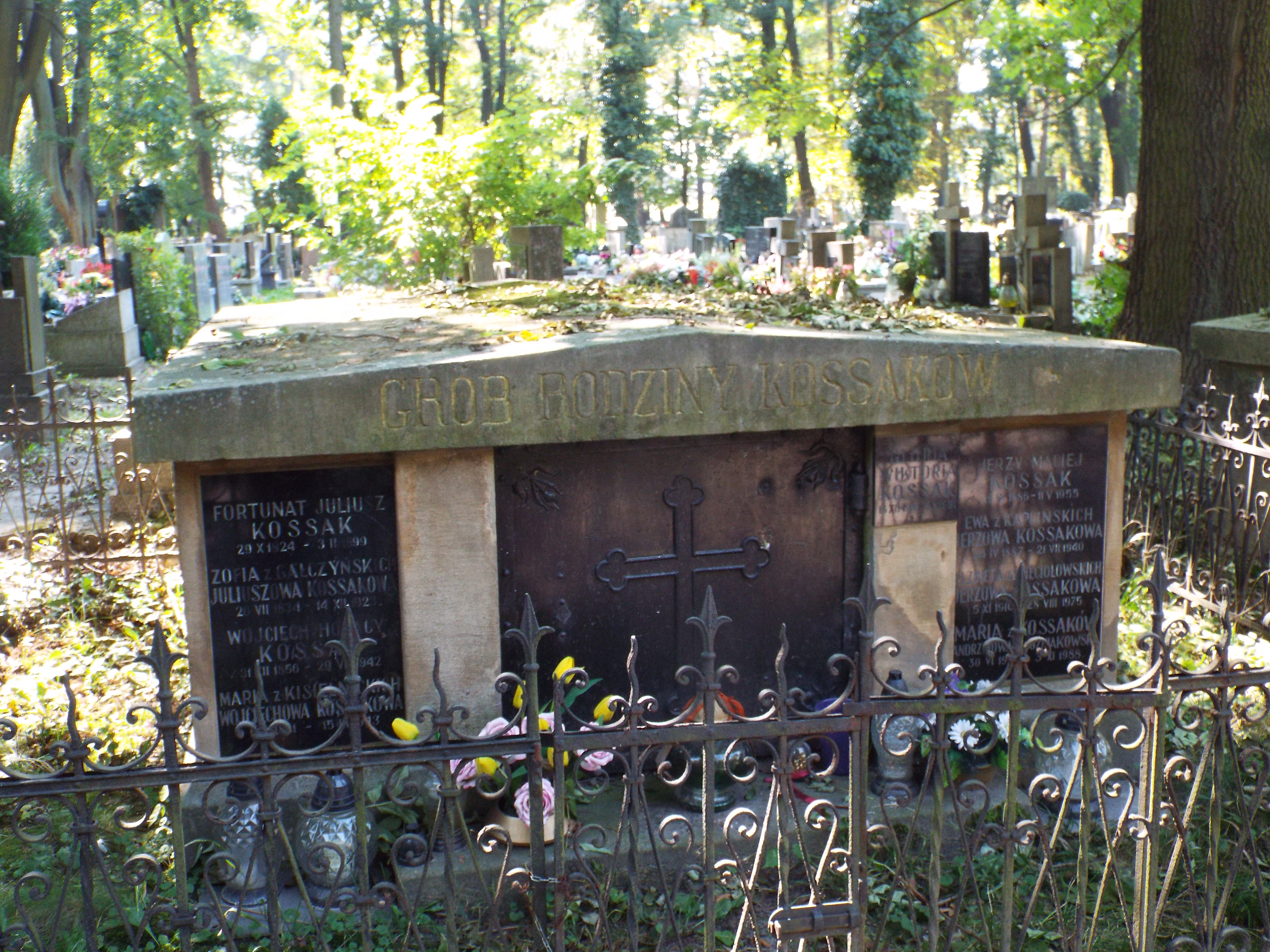
Поховання Юліуша Коссака. Фото 2021 р.
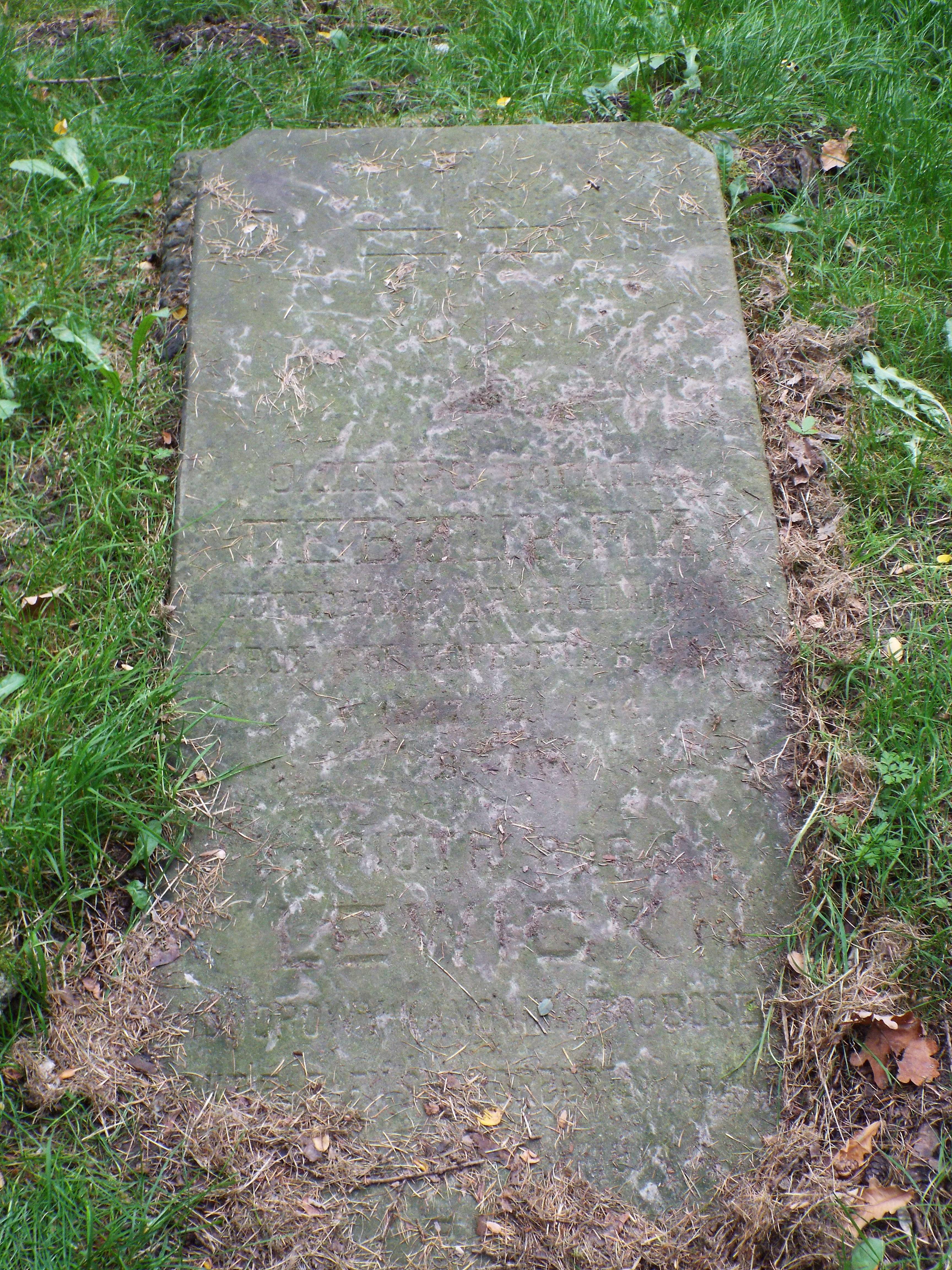
Нагробок отця Петра Рогали Левицького. Фото 2021 р.
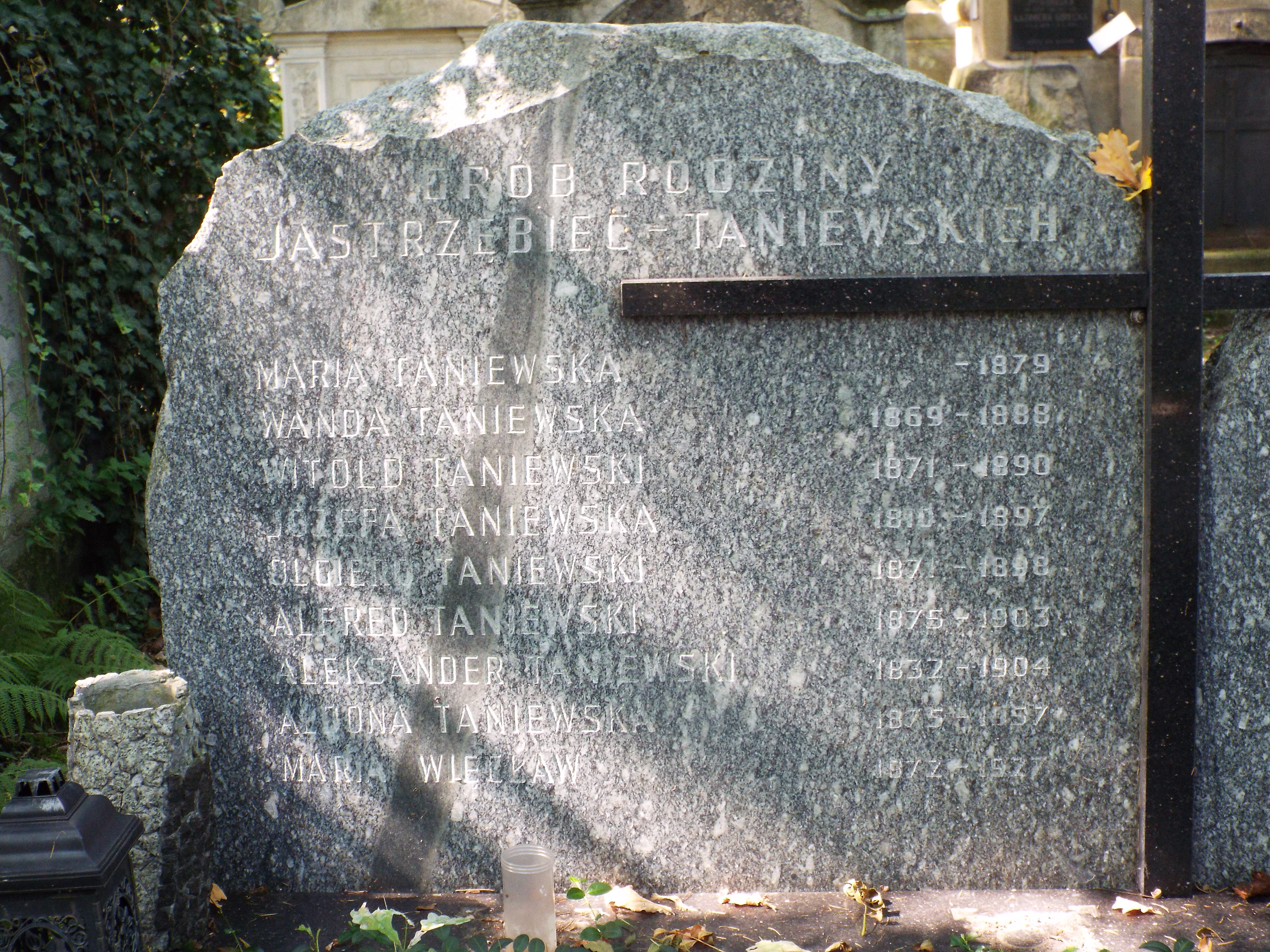
Поховання Олександра Таневського. Фото 2021 р.
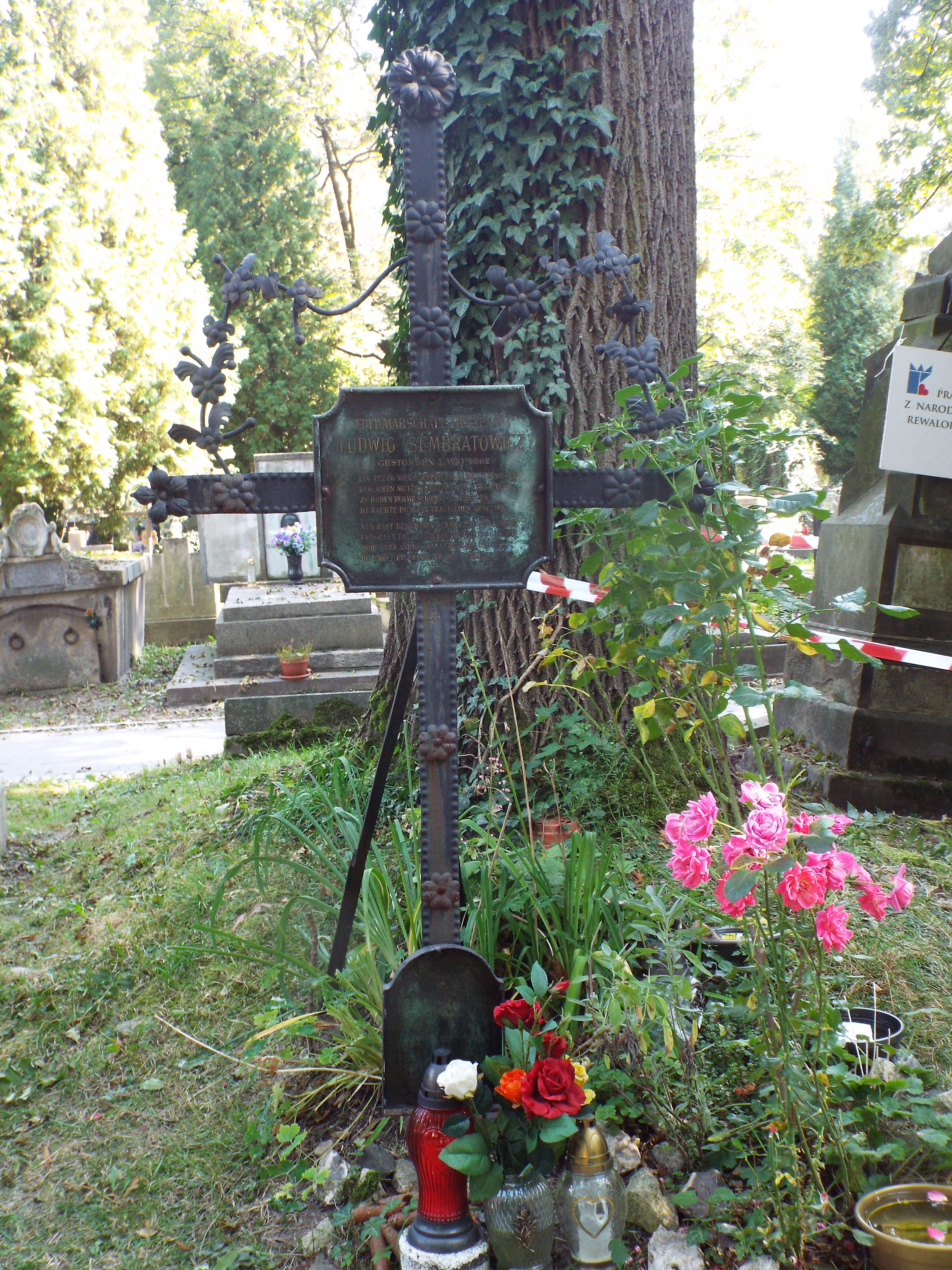
Поховання Людвіга Сембратовича. Фото 2021 р.
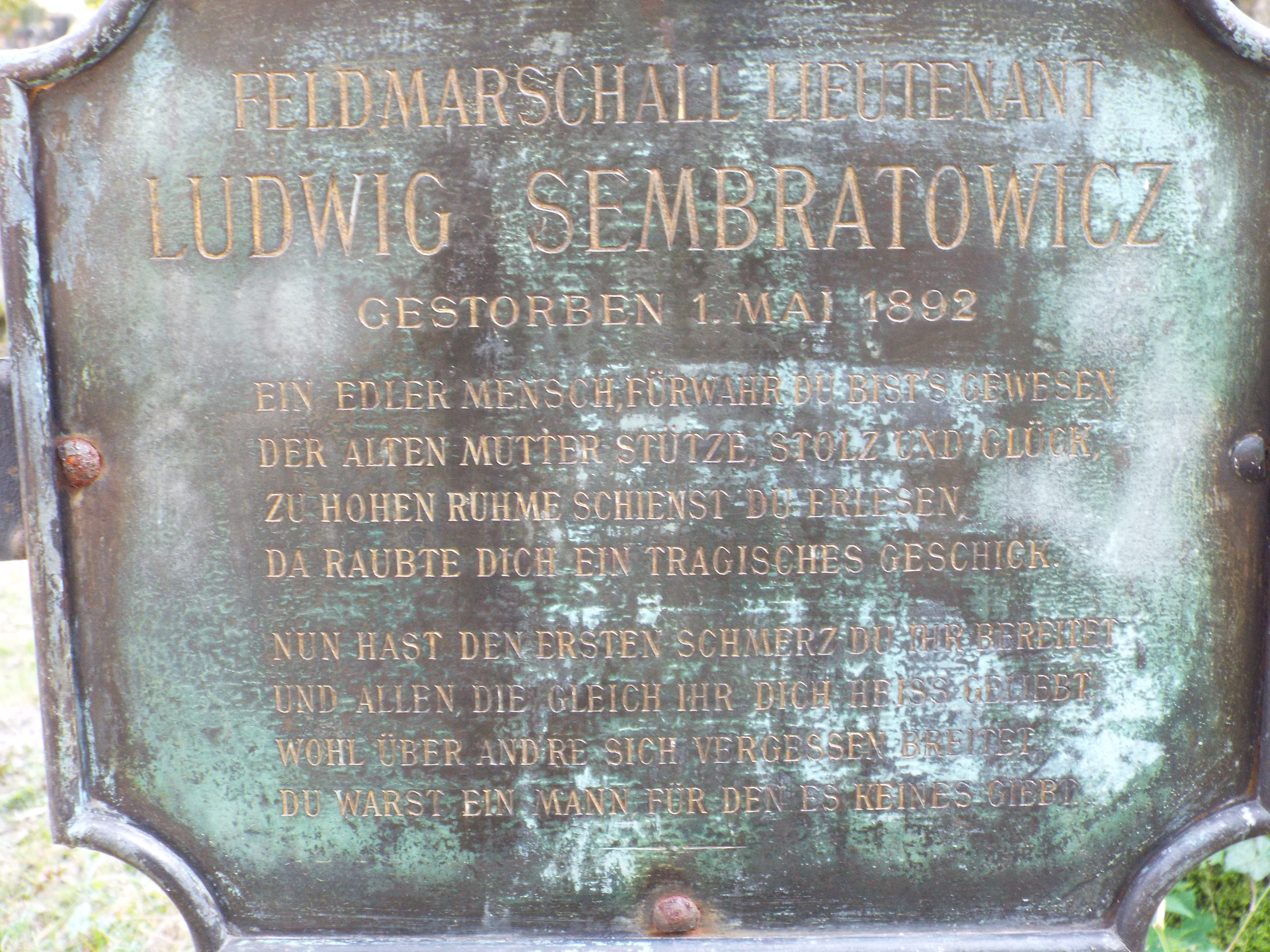
Поховання Людвіга Сембратовича. Фото 2021 р.
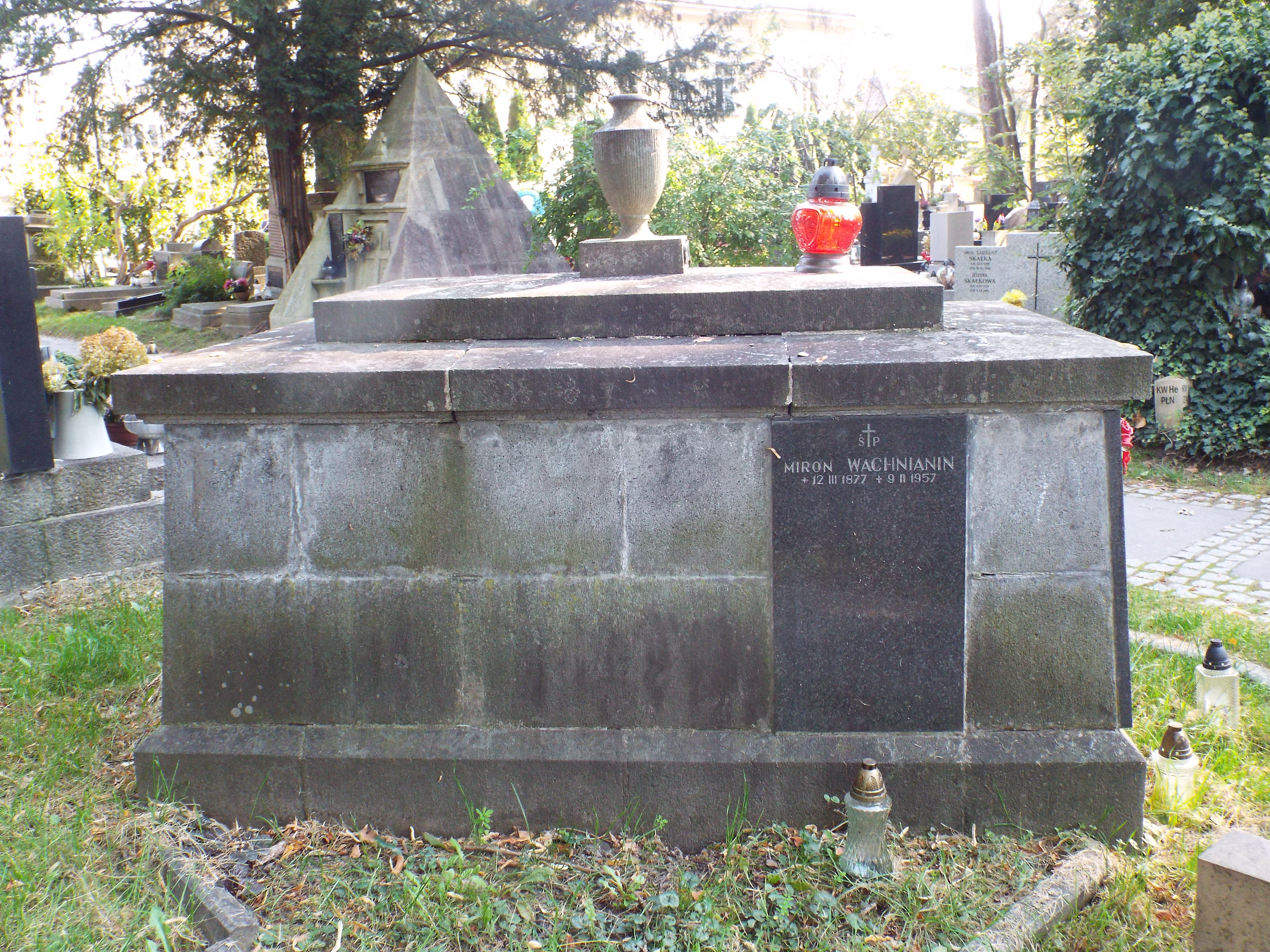
Поховання Мирона Вахнянина. Фото 2021 р.
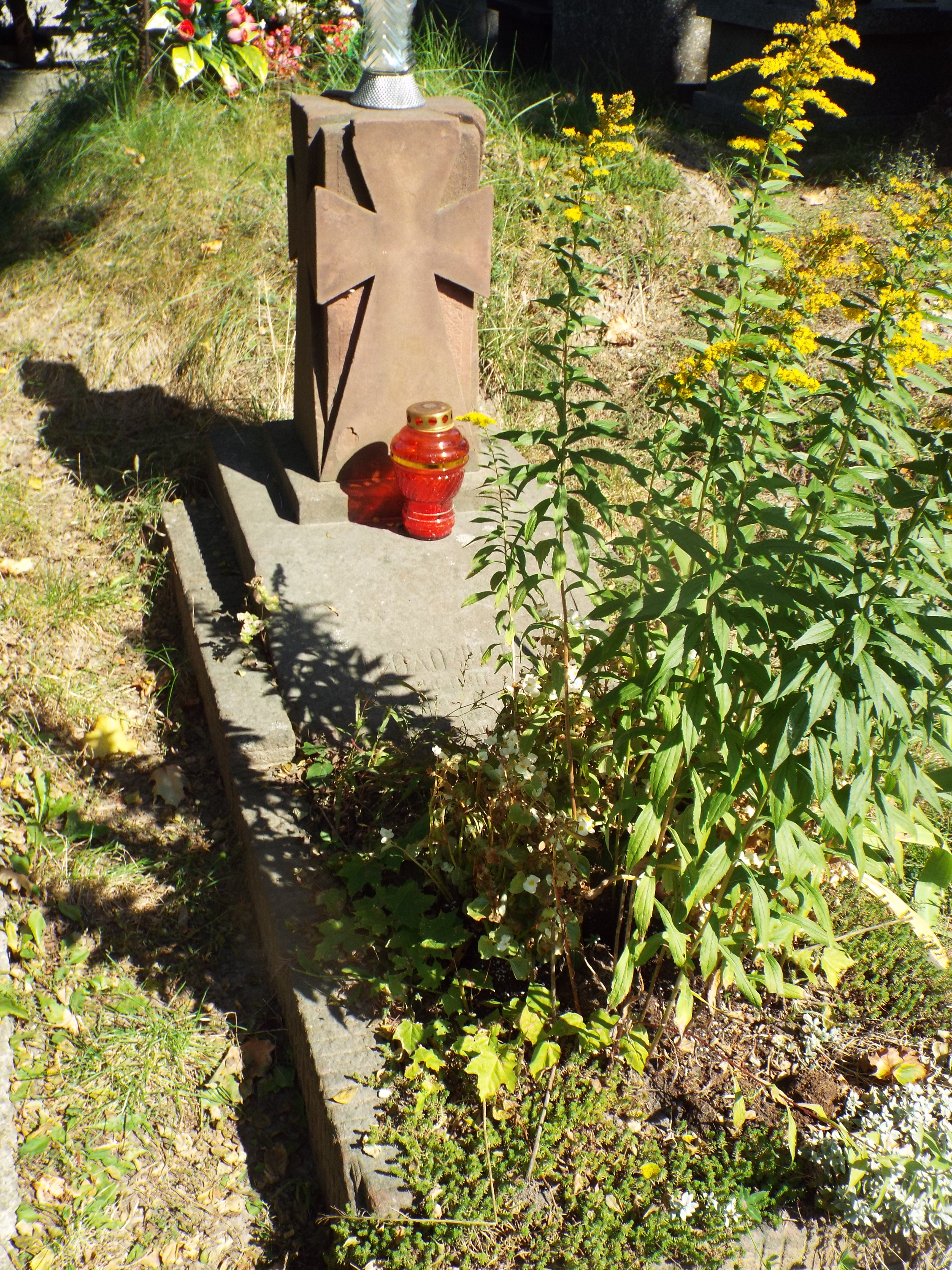
Поховання Теодозія Сташка. Фото 2021 р.
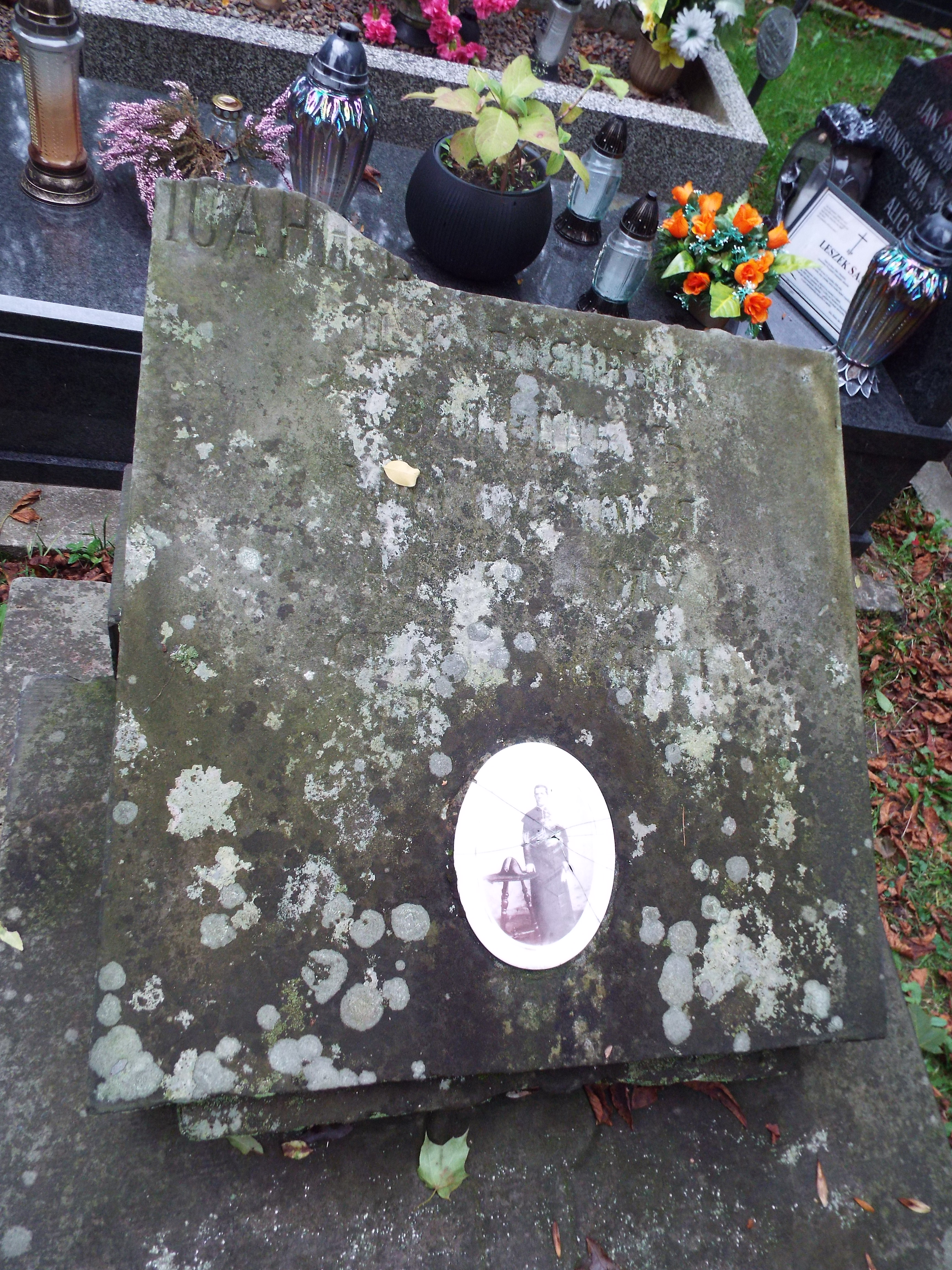
Поховання військового священика о. Івана. Фото 2021 р.
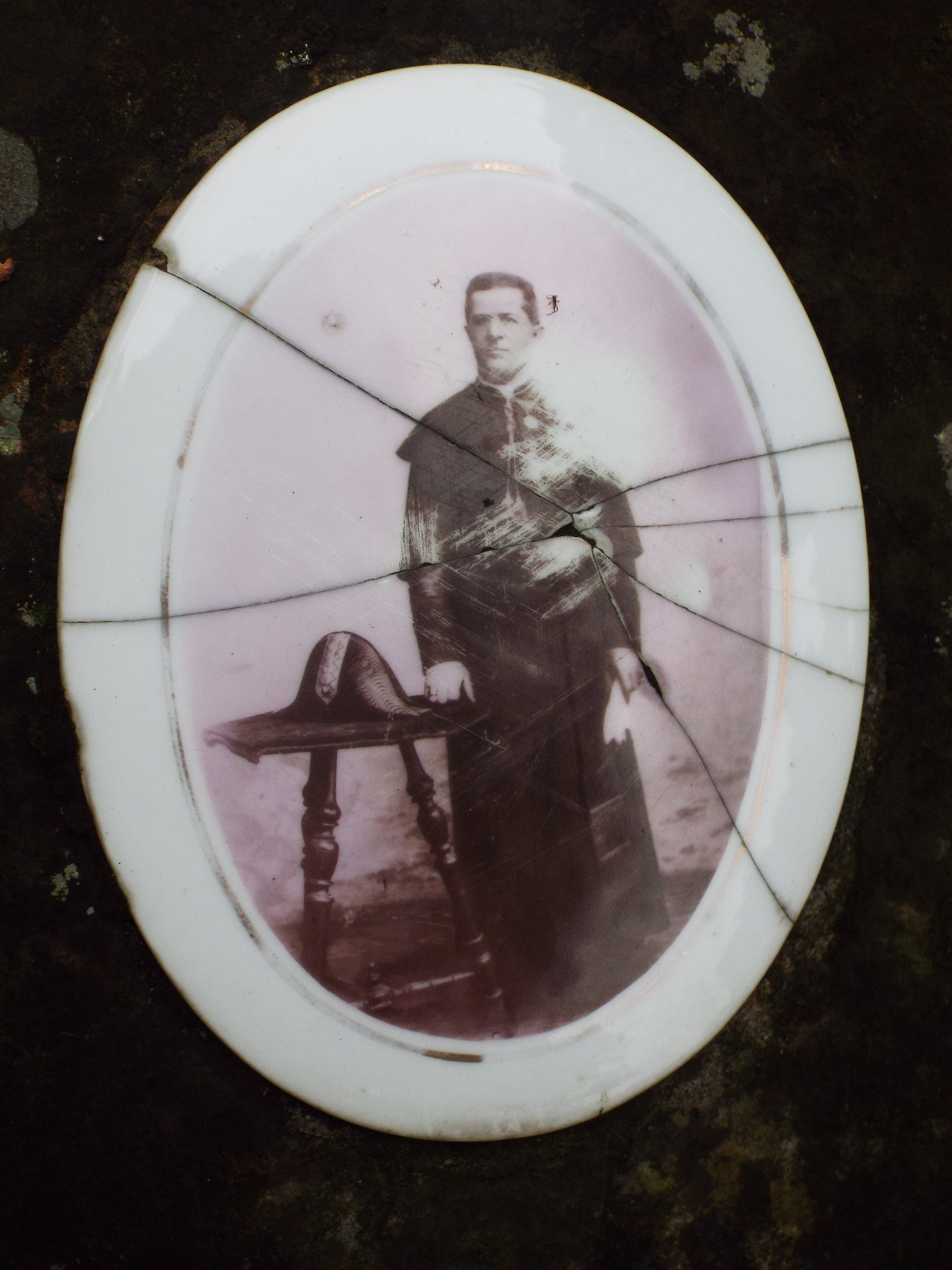
Поховання отця Івана. Фото 2021 р.
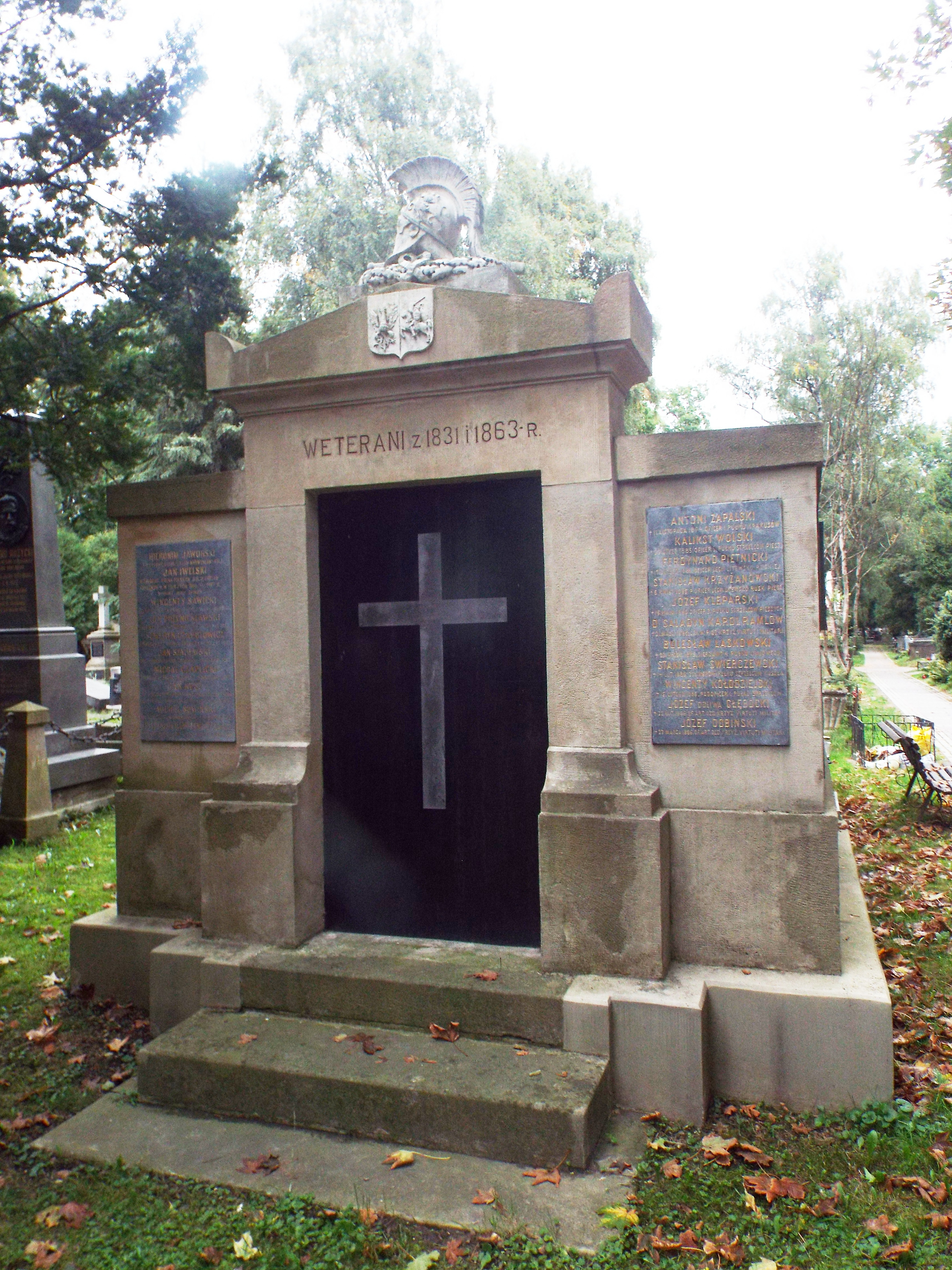
Поховання Еміліяна Сеневича. Фото 2021 р.
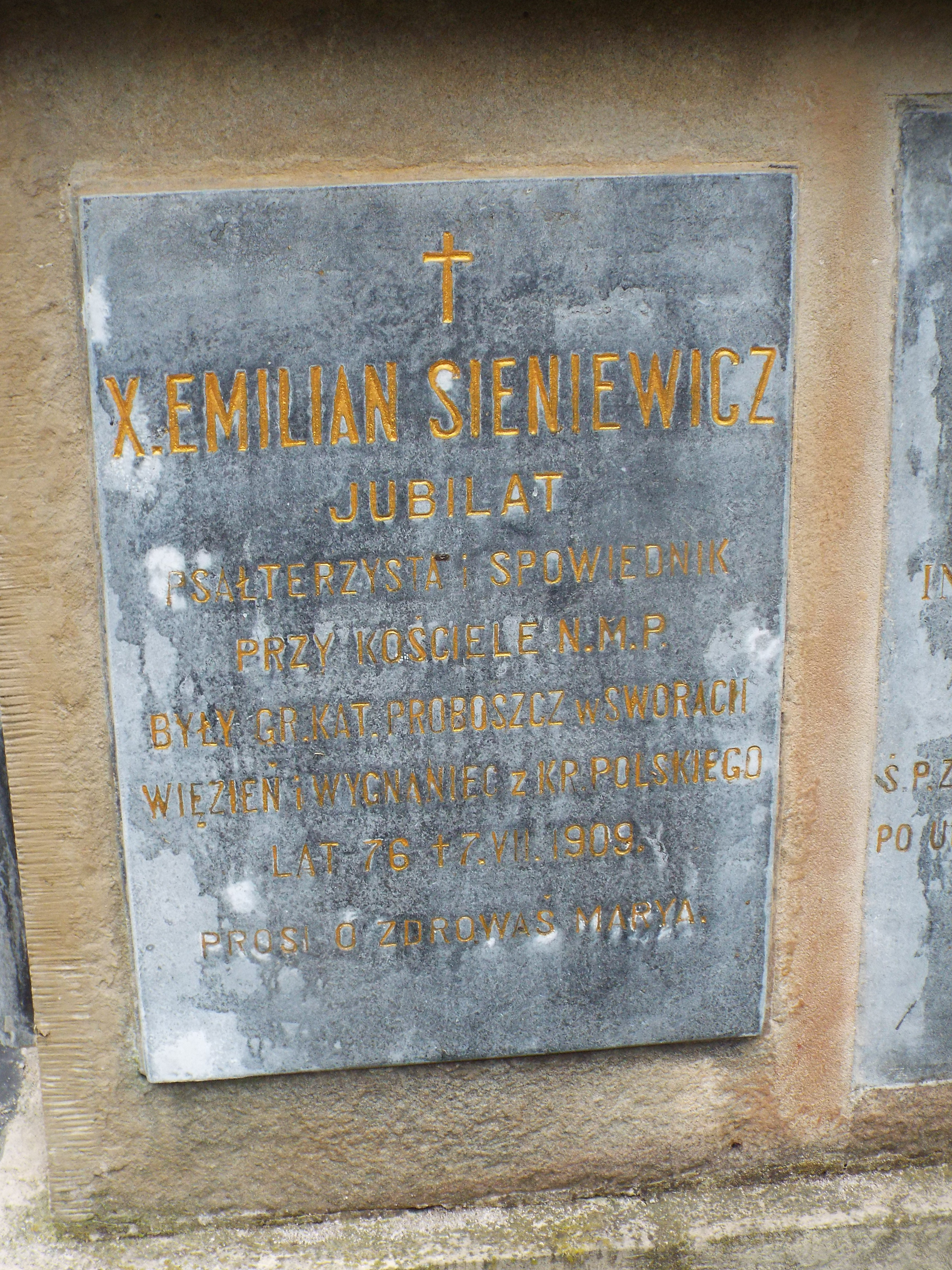
Поховання Еміліяна Сеневича. Фото 2021 р.
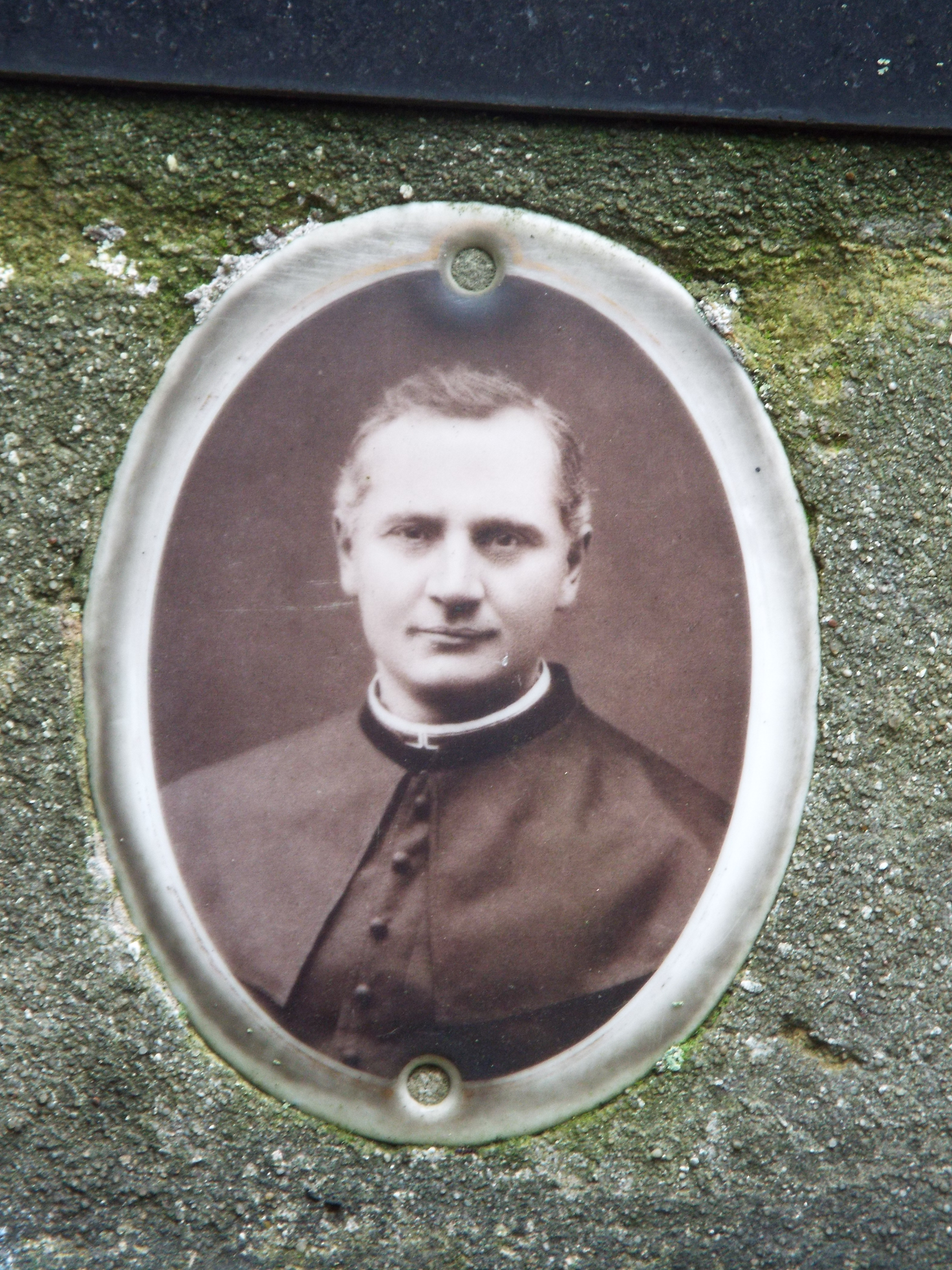
Поховання отця Івана Борсука. Фото 2021 р.
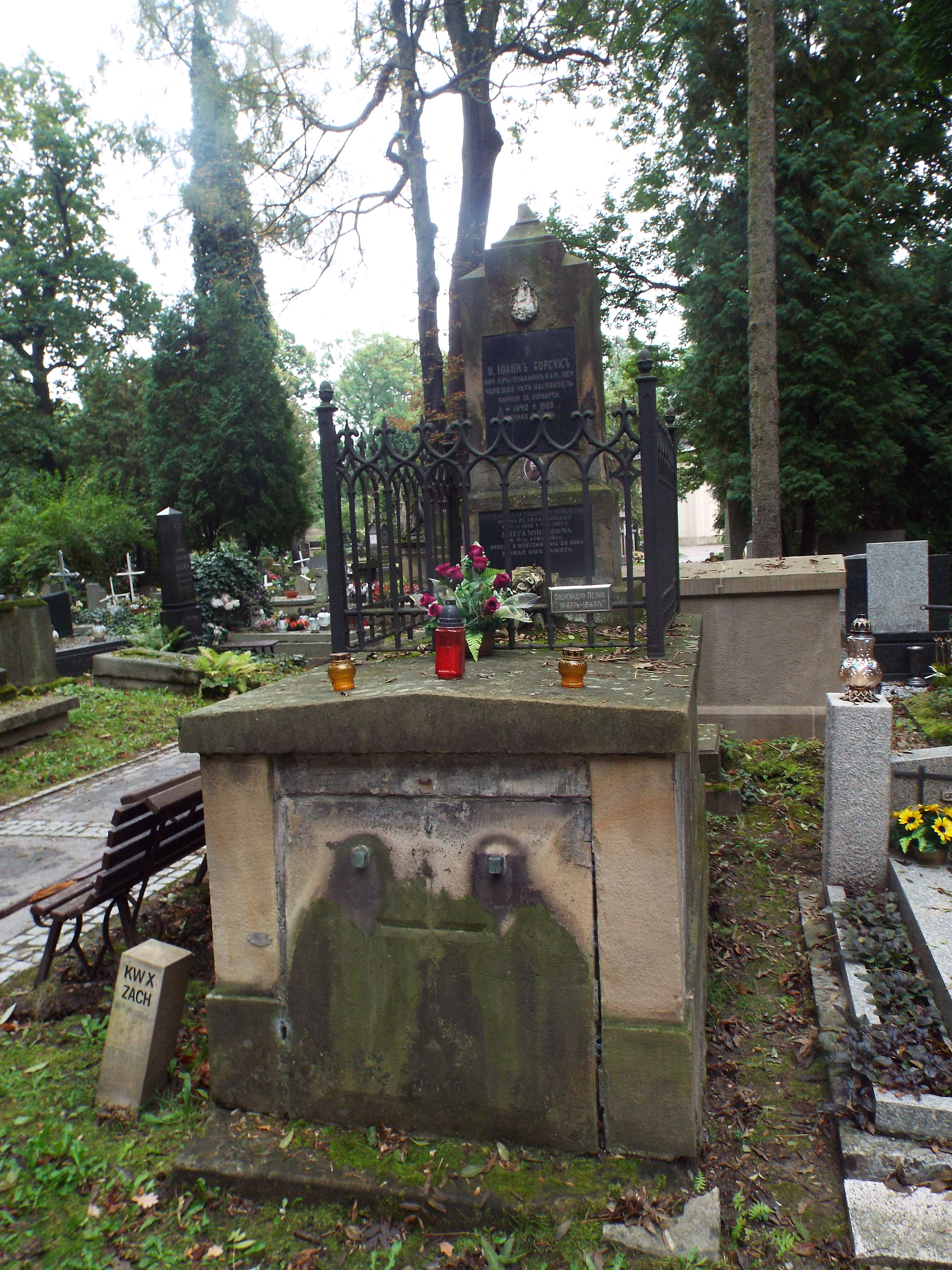
Поховання отця Івана Борсука. Фото 2021 р.
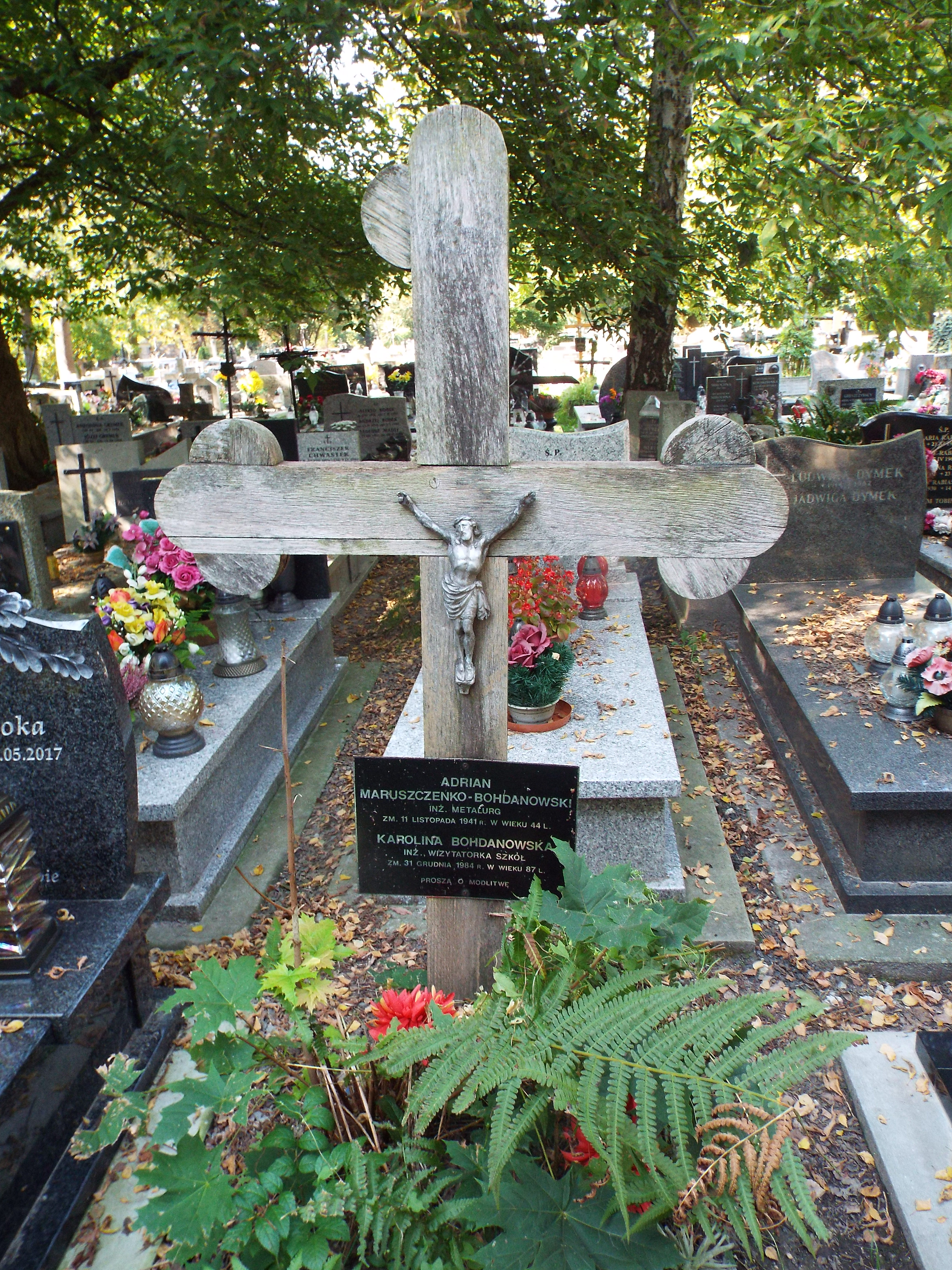
Поховання Андріана Марущенко-Богдановського. Фото 2021 р.
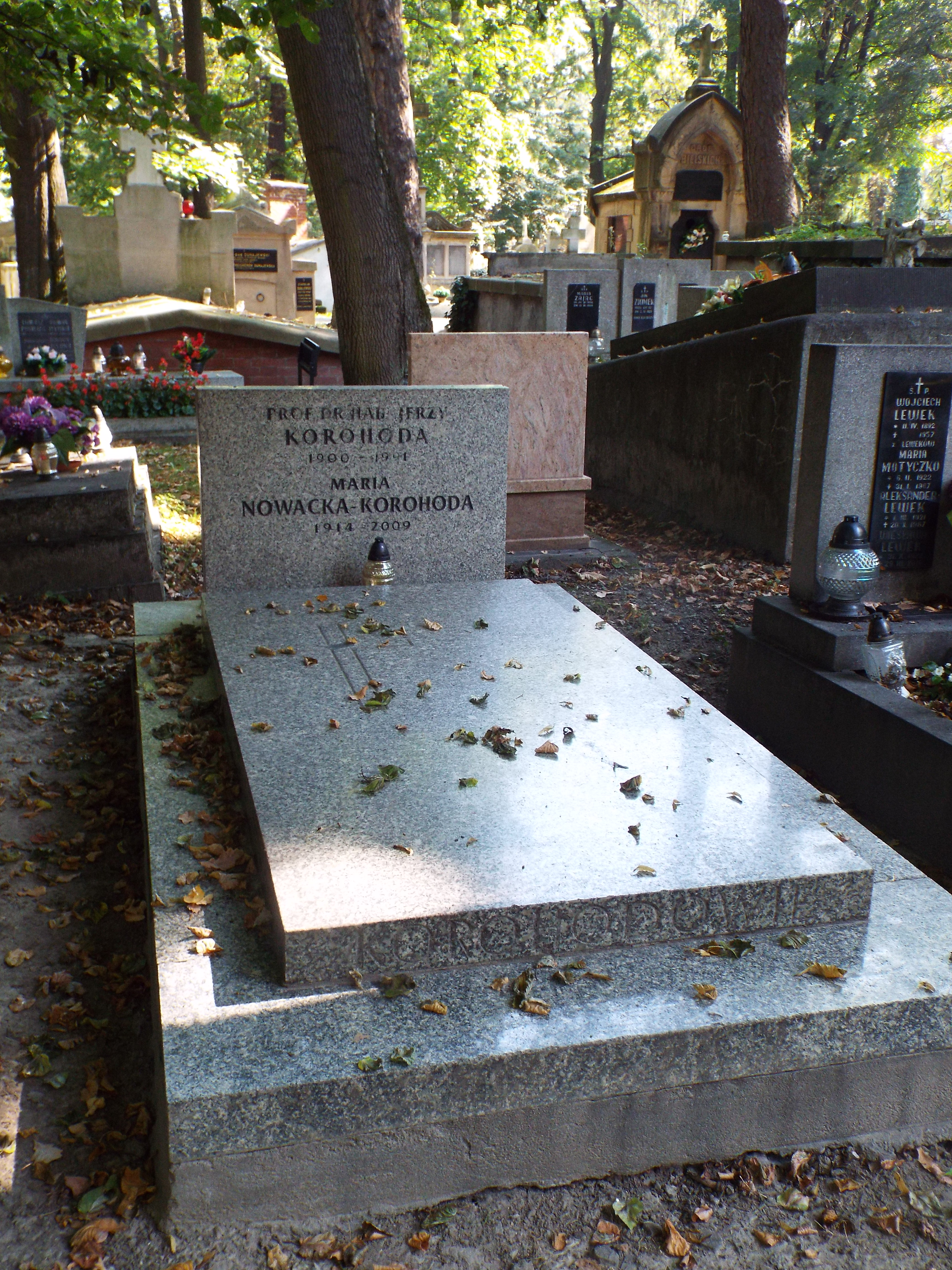
Поховання Юрія Корогоди. Фото 2021 р.
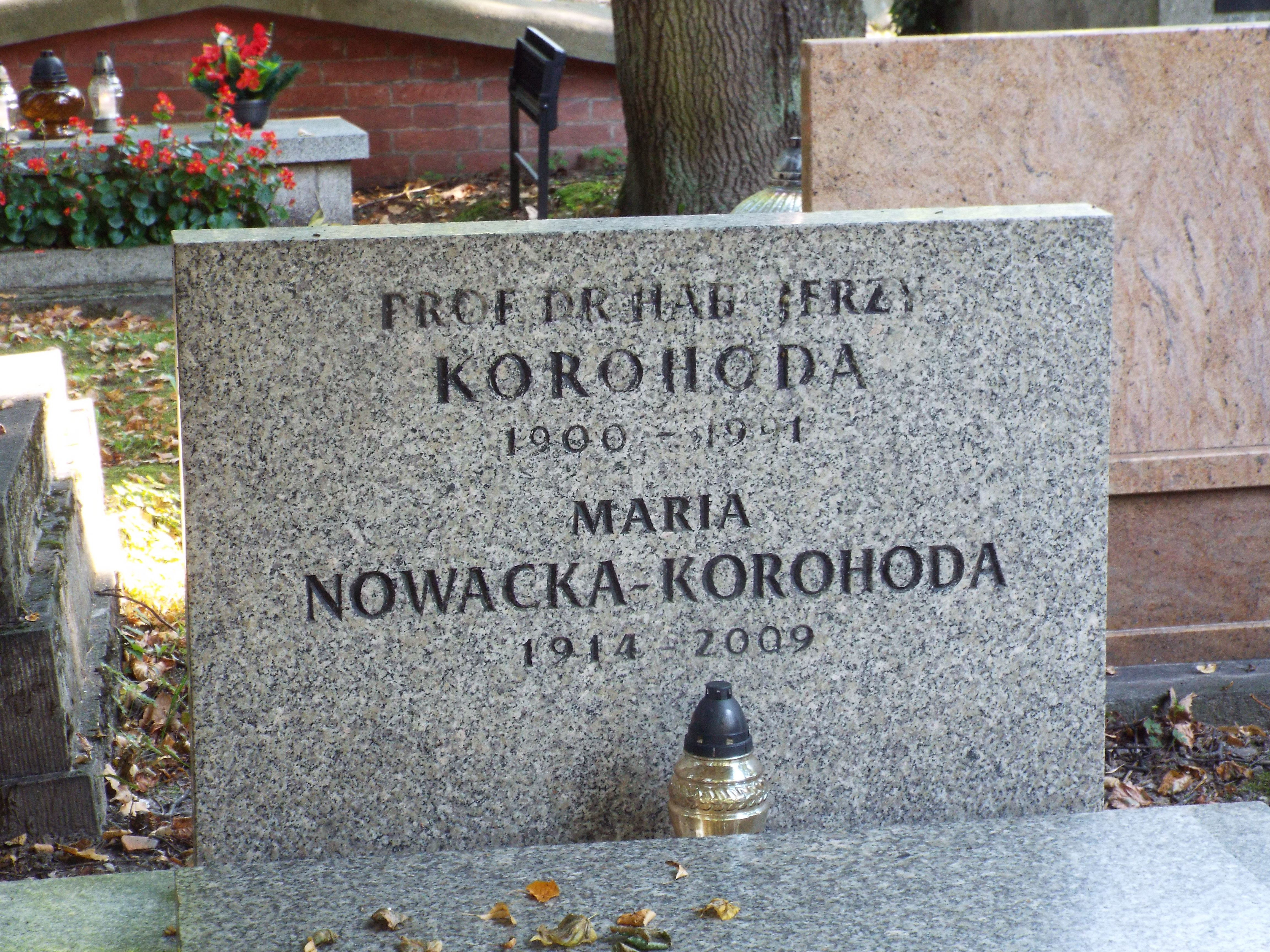
Поховання Юрія Корогоди. Фото 2021 р.
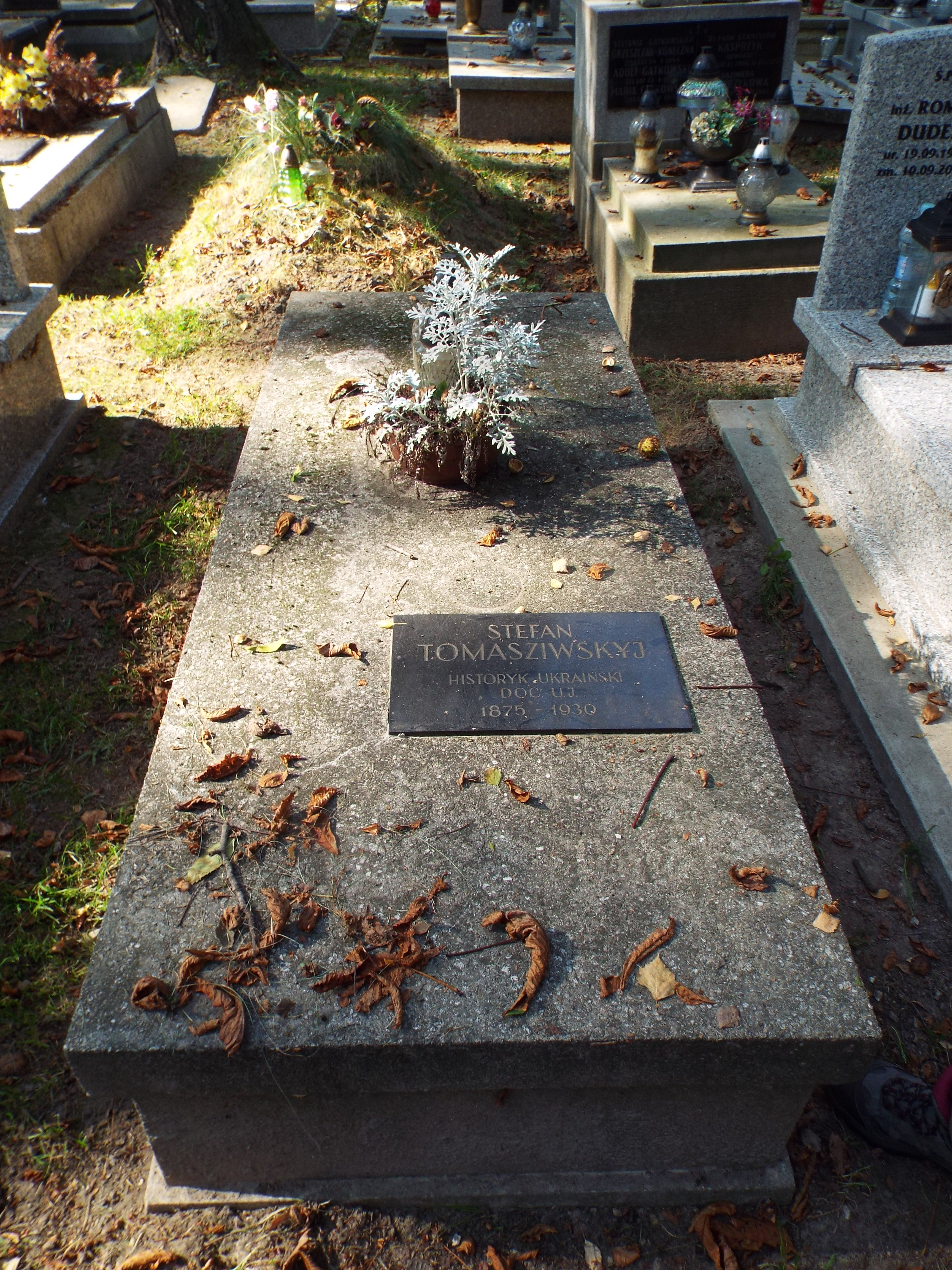
Поховання Степана Томашівського. Фото 2021 р.
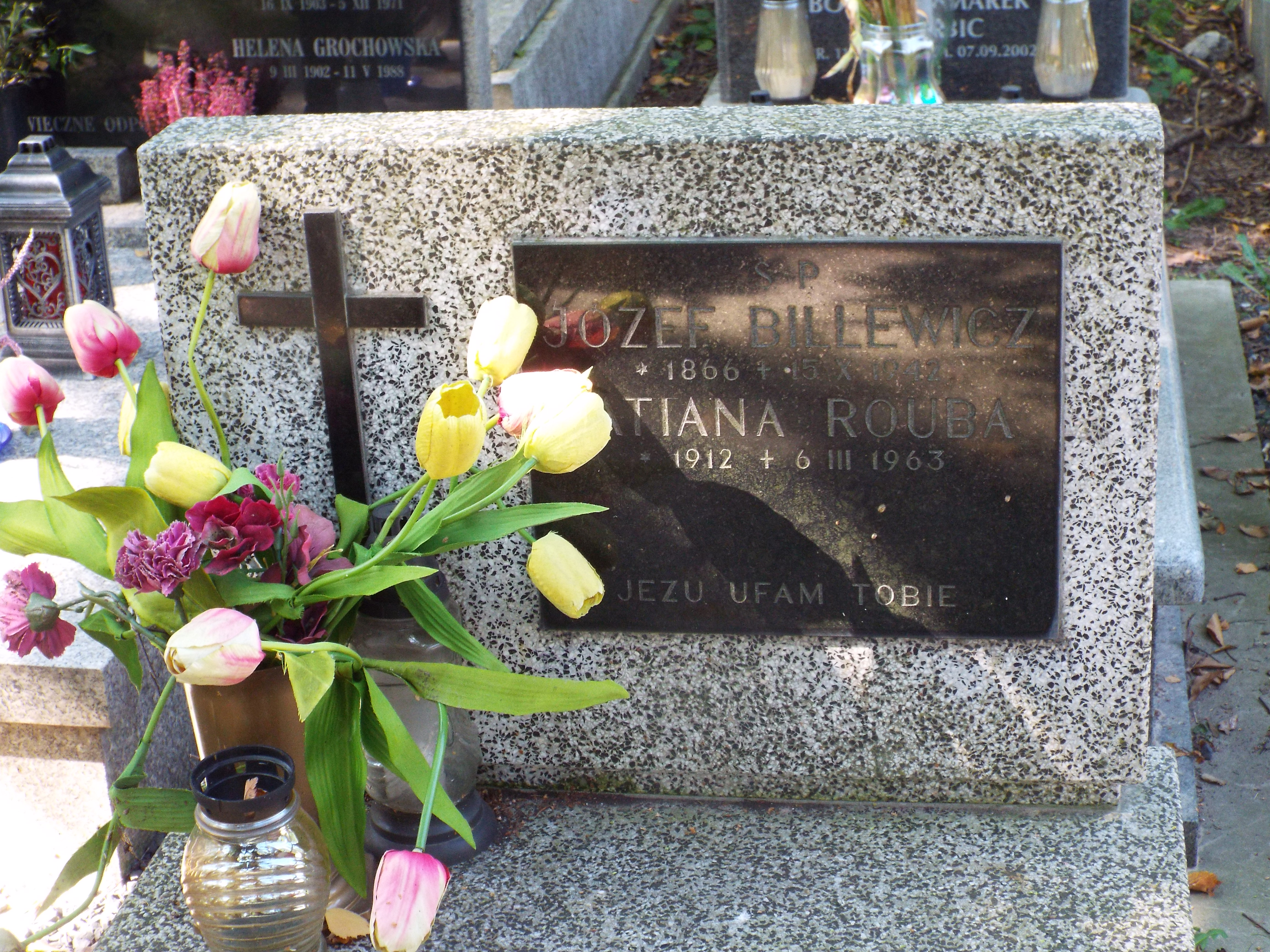
Поховання Йосипа Білевича. Фото 2021 р.
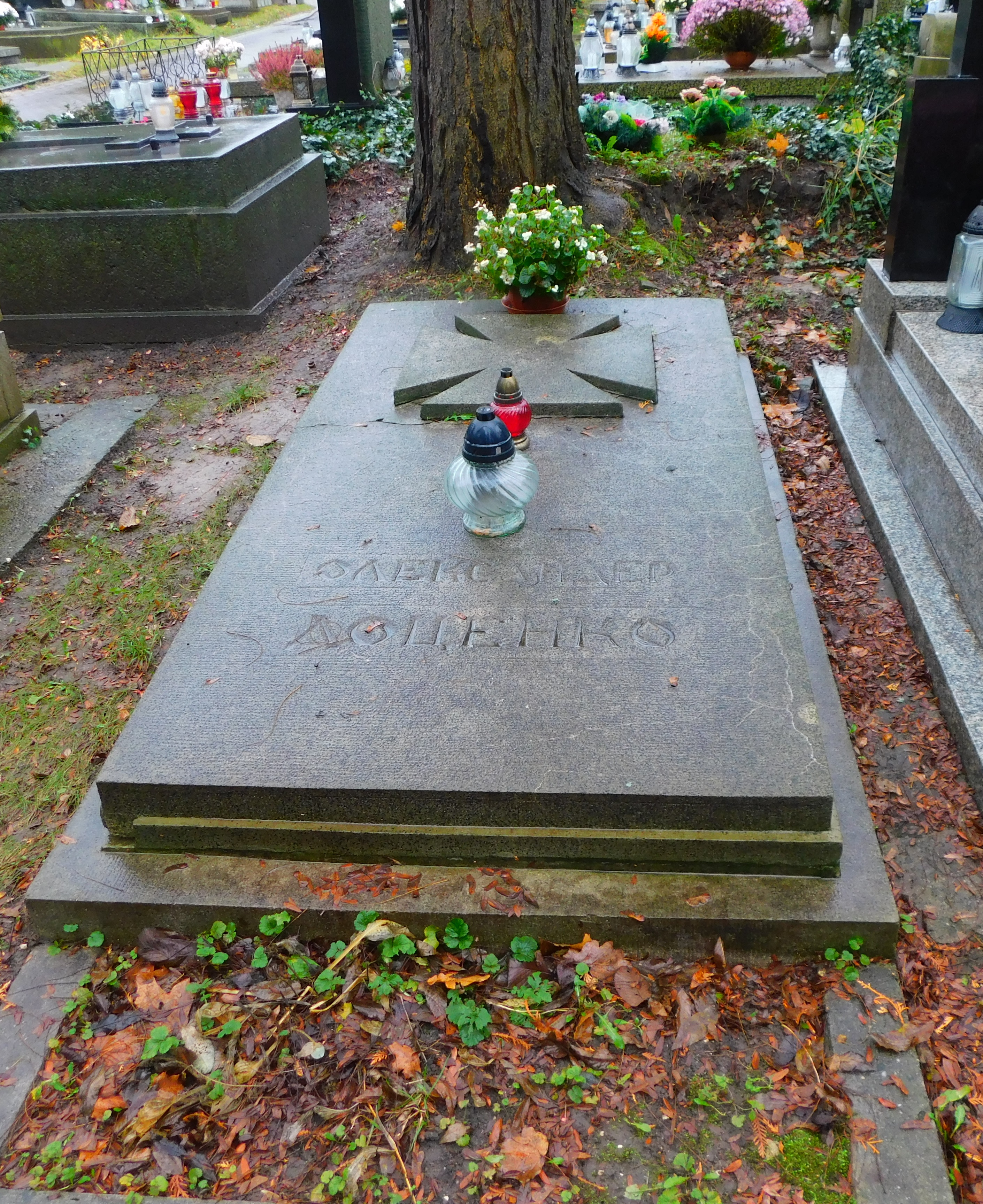
Могила Олександра Доценка. Фото 2023 р.
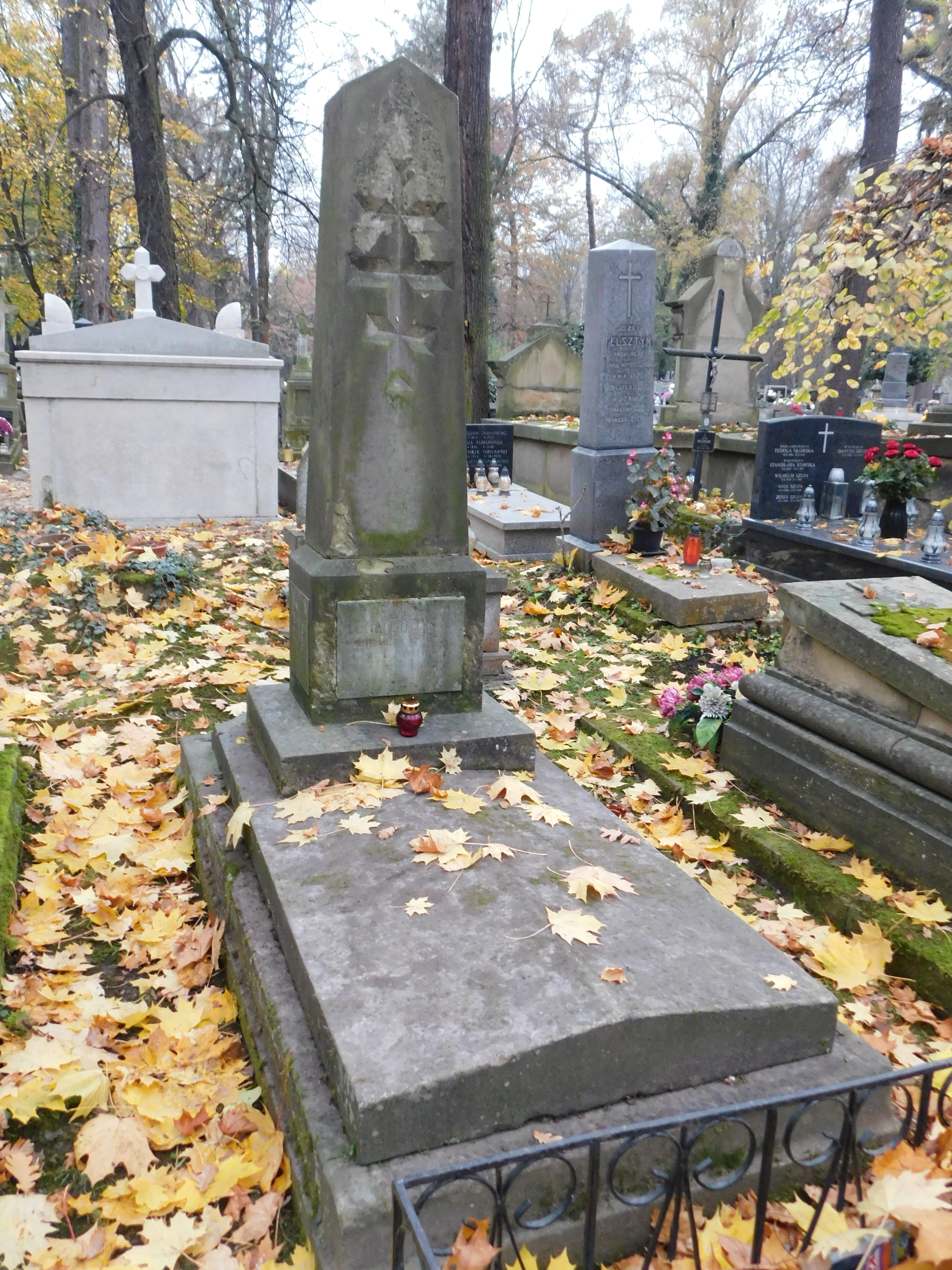
Нагробок Альбіна та Юлії Долинських. Фото 2024 р.